# Gregorio Galdos
Gregorio Galdos fue un político peruano. 
Fue diputado de la República del Perú por la provincia de Cusco entre 1849 y 1853 durante el primer gobierno de Ramón Castilla y José Rufino Echenique. En 1853, fue elegido por la Cámara de Diputados para formar parte de la comisión encargada de elaborar el primer código penal peruano.
Fue accionista fundador de la "Sociedad Industrial de los valles de Paucartambo", conjuntamente con José Conrado Calderón, creada para promover la exploración y colonización de los valles de la provincia de Paucartambo impulsada por el gobierno de Ramón Castilla. En 1847 fue nombrado oficial primero de la secretaría de la prefectura del Cusco.